# Leioproctus rubellus
Leioproctus rubellus is een vliesvleugelig insect uit de familie Colletidae. De wetenschappelijke naam van de soort is voor het eerst geldig gepubliceerd in 1862 door Smith.